# Starcia na granicy Bangladeszu i Indii (2001)
Starcia na granicy Bangladeszu i Indii – seria zbrojnych potyczek między Bangladeszem i Indiami w kwietniu 2001 roku. W starciach brały udział oddziały bangladeskich i indyjskich straży granicznych na słabo oznakowanej granicy międzynarodowej między tymi dwoma krajami.
Starcia rozpoczęły się 16 kwietnia 2001 roku, kiedy siły liczące od 800 do 1000 żołnierzy paramilitarnych z Bangladeszu zaatakowały i zdobyły wioskę Padua (zwaną również Pyrdiwah), łamiąc status quo i zmuszając tamtejszych cywilów do ucieczki. Bangladesz twierdził, że wioska była nielegalnie okupowana przez Indie od czasu wojny o niepodległość Bangladeszu w 1971 roku. Posterunek Indyjskich Sił Bezpieczeństwa Granicznego (BSF) w wiosce został otoczony, więżąc 31 żołnierzy w środku. Obie strony wstrzymały jednak ogień i rozpoczęły negocjacji. W ciągu następnych dni około trzy kompanie BSF przystąpiły do wzmocnienia placówki. Incydent ten został rozwiązany później bez rozlewu krwi.
Po tym impasie indyjskie oddziały paramilitarne BSF wzdłuż granicy Bangladeszu z Indiami zostały postawione w stan wysokiej gotowości i otrzymały rozkaz rozpoczęcia intensywnego patrolowania. Kilka dni później niewielki kontyngent 300 żołnierzy BSF wkroczył na terytorium Bangladeszu w pobliżu wioski Boraibari, ponad 200 km na zachód od Padwy/Pyrdiwah. Wtargnięcie zostało wykorzystane przez Indie jako „kontratak” w odwecie za wcześniejszy incydent w Padwie. Natychmiast po wkroczeniu na terytorium Bangladeszu, 16 indyjskich żołnierzy paramilitarnych wpadło w zasadzkę i zostało zabitych przez 11 funkcjonariuszy straży granicznej Bangladeszu, którym pomagały setki mieszkańców wioski. Po ich schwytaniu, ciała indyjskich żołnierzy zostały zwrócone Indiom 20 kwietnia.
Starcia ostatecznie zakończyły się 21 kwietnia 2001 roku, po tym jak obie strony zgodziły się na zawieszenie broni. W wyniku starć zginęło łącznie 21 osób, w tym 16 indyjskich żołnierzy i trzech funkcjonariuszy straży granicznej Bangladeszu.
Starcia były poważnym ciosem dla poprawiających się stosunków między Indiami a Bangladeszem. Oba kraje podpisały szereg umów w latach poprzedzających starcia, w tym porozumienie w sprawie granic lądowych, które odegrało ważną rolę w przyspieszeniu wymiany 111 enklaw (17 160,63 akrów) z Indii do Bangladeszu i wzajemnie, ten ostatni przekazał 51 enklaw (7 1110,02 akrów) do Indii.

## Tło
Podział Bengalu w 1947 roku, pozostawił słabo wytyczoną granicę międzynarodową między Indiami, a Bangladeszem (wówczas Pakistanem Wschodnim). Przynależność kilku wiosek po obu stronach faktycznej granicy była sporna i roszczona przez oba kraje. Spór o wytyczenie granicy między Indiami a Bangladeszem pogorszył się z powodu istnienia ponad 190 enklaw.

## Przyczyna
Jednym ze spornych obszarów był niewielki skrawek ziemi w pobliżu wioski Padua (znanej również jako Pyrdiwah), na granicy między Bangladeszem, a indyjskim stanem Meghalaya, który był wykorzystywany przez indyjskie siły bezpieczeństwa podczas wojny wyzwoleńczej w Bangladeszu w 1971 roku do szkolenia etnicznych bengalskich partyzantów znanych jako Mukti Bahini, którzy walczyli z armią pakistańską i pro-pakistańskimi lojalistycznymi milicjami. Po uzyskaniu niepodległości Bangladesz zgłosił swoje roszczenia do obszaru, na którym indyjskie siły bezpieczeństwa granicznego ustanowiły posterunek od 1971 roku. Wioska jest jedną z indyjskich enklaw na granicy między Bangladeszem, a Meghalayą. Istnieje 111 indyjskich enklaw na terytorium objętym roszczeniami Bangladeszu i 50 enklaw Bangladeszu na terytorium objętym roszczeniami Indii. Wioska Padua była zasiedlona przez Hindusów, ale prawnie jest własnością Bangladeszu (do czasu ratyfikacji umowy granicznej i wymiany ludności). Mieszkańcy tej wioski to etniczni Khasi.
W opublikowanym znacznie później wywiadzie ówczesny dyrektor bangladeskiej straży granicznej generał major Fazlur Rahman, który został później zwolniony ze służby przez rywalizujący rząd po wyborach, twierdził, że indyjskie BSF rozpoczęło budowę drogi łączącej ich obóz w Padwie z innym obozem oddalonym o 10 km przez ziemię niczyją i terytorium Bangladeszu.

## Konflikt
Walki, które miały miejsce podczas tych starć, były najgorsze od czasu wojny Bangladeszu z Pakistanem w 1971 roku. Miały one miejsce wokół wioski Padua w indyjskim stanie Meghalaya, która przylega do obszaru Tamabil na granicy z Bangladeszem w dystrykcie Sylhet. Chociaż na tym obszarze utrzymywano faktyczne status quo, około 6,5 km granicy było przedmiotem sporu przez ostatnie 30 lat.
16 kwietnia 2001 roku siły około 1000 żołnierzy Bangladeszu zaatakowały i zdobyły wioskę Padua, łamiąc status quo i zmuszając tamtejszych cywilów do ucieczki. Bangladesz twierdził, że wioska była nielegalnie okupowana przez Indie od czasu wojny o niepodległość Bangladeszu w 1971 roku. Posterunek indyjskich sił bezpieczeństwa granicznego w wiosce Padua został otoczony, więżąc w środku kilka oddziałów BSF. Obie strony wstrzymały jednak ogień i zaczęły negocjacje. W ciągu następnych dni około trzy kompanie BSF przystąpiły do wzmocnienia placówki. Incydent ten został rozwiązany później bez rozlewu krwi.
W następstwie tego impasu oddziały BSF wzdłuż granicy indyjsko-bangladeskiej zostały postawione w stan wysokiej gotowości i otrzymały rozkaz rozpoczęcia intensywnego patrolowania. Kilka dni później niewielki kontyngent oddziałów BSF wkroczył na terytorium Bangladeszu w pobliżu wioski Boribari, ponad 200 km na zachód od Padwy. W przeciwieństwie do tej ostatniej wioski, która jest własnością nieuprawnioną, Boroibari jest obszarem leżącym w poprzek ogrodzenia wewnątrz Bangladeszu. Wtargnięcie zostało wykorzystane przez Indie jako „kontratak” w odwecie za wcześniejszy incydent w Padwie. Według źródeł bangladeskich, siły indyjskie przeprowadziły wczesnym rankiem atak na swoje posterunki w przygranicznym dystrykcie Kurigram, który leży na granicy z indyjskim stanem Asam.
Natychmiast po wkroczeniu na terytorium Bangladeszu 16 indyjskich żołnierzy paramilitarnych wpadło w zasadzkę i zostało zabitych przez bangladeską straż graniczną, której pomagały setki mieszkańców wioski. Około północy minister spraw zagranicznych Indii, Chokila Iyer, otrzymała telefon od swojego bangladeskiego odpowiednika, Syeda Muazzema Ali, z informacją, że wydano rozkaz przywrócenia statusu quo, a także natychmiastowego wycofania się Bangladeszu z Padwy. Jednostki Bangladeszu wycofały się z Padwy w nocy 19 kwietnia.
W konfrontacji zginęło 16 indyjskich strażników granicznych, a dwóch zostało rannych. W wyniku ataku zginęło również trzech strażników granicznych z Bangladeszu, a kolejnych pięciu zostało rannych. Około 10 000 cywilów uciekło z tego obszaru po tym, jak około 24 zostało rannych w starciach transgranicznych.
Po wtargnięciu do Boroibari 18 kwietnia, Indie twierdziły, że bangladeska straż graniczna rozpoczęła ostrzał 3-calowymi i 8-calowymi pociskami moździerzowymi wioski Mankachar, która jest kolejną sporną indyjską enklawą.

## Następstwa
Po interwencji obu rządów, Bangladesz i Indie powróciły na swoje pozycje i przywróciły poprzedni status quo. Nowe starcia wybuchły wzdłuż granicy indyjsko-bangladeskiej zaledwie kilka godzin po tym, jak obie strony wyraziły ubolewanie i zaniepokojenie niedawnymi zabójstwami, ale do północy 20 kwietnia ostrzał transgraniczny ustał. Artykuł donosił, że 6000 indyjskich cywilów uciekło z regionu, a indyjscy urzędnicy rządowi próbowali przekonać wysiedlonych mieszkańców wsi do powrotu do swoich domów. Bangladesz zgodził się później zwrócić ciała 16 indyjskich żołnierzy następnego dnia. Po zbadaniu ciał zabitych, Indie oskarżyły siły Bangladeszu o poddanie jeńców ciężkim torturom, zanim zostali zastrzeleni. Z drugiej strony zginęło również trzech żołnierzy Bangladeszu; dwóch podczas walki i jeden, który zmarł z powodu ran odniesionych podczas operacji transgranicznych.
Obserwatorzy określili ten incydent jako polityczną sztuczkę mającą na celu rozbudzenie nacjonalistycznych pasji przed wyborami w Bangladeszu (do których w czasie incydentu pozostawały 2 miesiące) oraz jako złośliwą awanturę ze strony bangladeskiej straży granicznej. Rząd Bangladeszu zaprzeczył zarzutom, jakoby wspierał inicjowanie przez straż graniczną działań wojennych z Indiami i określił ten incydent jako „awanturnictwo lokalnych dowódców”.
Premier Bangladeszu Sheikh Hasina i premier Indii Atal Bihari Vajpayee zaangażowali się w rozmowy telefoniczne, a następnie zgodzili się zarządzić dochodzenie wysokiego szczebla w sprawie incydentu. Rzecznik indyjskiego MSZ Raminder Jassal poinformował, że zarówno Indie jak i Bangladesz poprawią dwustronne kanały dyplomatyczne i obiecały zachować powściągliwość w przyszłości. Indie i Bangladesz rozpoczęły rozmowy w celu rozwiązania sporów granicznych w marcu 2002 roku. DO lipca 2002 obie strony ustanowiły wspólne grupy robocze w celu uzgodnienia i ustanowienia niewyznaczonych odcinków granicy.
Bangladesz nie zarządził żadnych sądów wojennych, zawieszeń ani transferów lokalnych dowódców wojskowych. Było to pierwsze zbrojne starcie między Indiami a Bangladeszem, dwoma sąsiednimi państwami, które poza tym utrzymywały przyjazne stosunki od czasu uzyskania przez Bangladesz niepodległości od Pakistanu w 1971 roku. Koniec krótkiego konfliktu przyniósł wzrost nacjonalizmu w Bangladeszu. W wyborach parlamentarnych czteropartyjny prawicowy sojusz kierowany przez Nacjonalistyczną Partię Bangladeszu i Jamaat-e-Islami zdobył większość 196 mandatów z 300.
Obie strony zaprzestały dalszych działań wojennych i rozpoczęły rozmowy graniczne w celu omówienia sporów wzdłuż granicy o długości 4000 km. Wkrótce potem oba państwa doświadczyły odwilży w stosunkach dyplomatycznych. Od tego czasu Indie rozpoczęły budowę bariery na całej długości swojej międzynarodowej granicy z Bangladeszem i nadal są w trakcie jej budowy. Bangladesz zaprotestował przeciwko budowie bariery, twierdząc, że budowa ogrodzenia w odległości 150 jardów od granicy międzynarodowej stanowi rażące naruszenie indyjsko-bangladeskiego traktatu o przyjaźni, współpracy i pokoju. Rząd Bangladeszu zaprotestował również przeciwko domniemanym częstym wtargnięciom sił BSF na terytorium Bangladeszu i ostrzałom transgranicznym, które doprowadziły do śmierci Bengalczyków na terytorium Bangladeszu. Na konferencji prasowej w sierpniu 2008 roku stwierdzono, że 97 osób zostało zabitych (69 Bengalczyków, 28 Hindusów; reszta niezidentyfikowana) podczas próby nielegalnego przekroczenia granicy w ciągu ostatnich sześciu miesięcy.